# Grundasjön (Mjöbäcks socken, Västergötland)
Grundasjön är en sjö i Svenljunga kommun i Västergötland och ingår i Ätrans huvudavrinningsområde.